# Lövåstjärnen, Medelpad
Lövåstjärnen är en sjö i Sundsvalls kommun i Medelpad och ingår i Ljungans huvudavrinningsområde. Sjön har en area på 0,0949 kvadratkilometer och ligger 281 meter över havet.

## Delavrinningsområde
Lövåstjärnen ingår i det delavrinningsområde (694287-154617) som SMHI kallar för Utloppet av Navarn. Medelhöjden är 308 meter över havet och ytan är 36,93 kvadratkilometer. Det finns inga avrinningsområden uppströms utan avrinningsområdet är högsta punkten. Navarån som avvattnar avrinningsområdet har biflödesordning 3, vilket innebär att vattnet flödar genom totalt 3 vattendrag innan det når havet efter 123 kilometer. Avrinningsområdet består mestadels av skog (62 procent). Avrinningsområdet har 10,49 kvadratkilometer vattenytor vilket ger det en sjöprocent på 28,4 procent.